# Girl with Balloon

De eerste versie op een brug in Londen

Girl with Balloon is een serie stencil graffitiwerken van de Britse graffitikunstenaar Banksy. Banksy begon de serie in 2002 met een tekening op de Waterloo Bridge in Londen. Ze stellen een jong meisje voor met haar hand uitgestrekt naar een rode hartvormige ballon die door de wind wordt meegevoerd. De locaties voor dit werk omvatten straatmuurschilderingen in Shoreditch en de South bank in Londen op de Waterloo Bridge en andere muurschilderingen waren rond Londen, hoewel er daar geen zijn overgebleven. 
Banksy heeft meerdere malen varianten van dit ontwerp gebruikt om maatschappelijke campagnes te ondersteunen: in 2005 over de slagboom op de Westelijke Jordaanoever, in 2014 over de Syrische vluchtelingencrisis, en ook over de Britse verkiezingen van 2017. Een Samsung-poll uit 2017 rangschikte Girl with Balloon als het favoriete kunstwerk van het Verenigd Koninkrijk.  
Toen in 2018 een versie op papier verkocht ging worden, werd na het afslaan bij de veiling  het papier versnipperd. Banksy had een papierversnipperaar in de lijst verstopt die aangezet werd om het werk te versnipperen. Het werk werd in 2021, na herkeuring, opnieuw verkocht onder de titel Love is in the Bin.